# Pedro Escartín
Pedro Escartín Morán (Madrid, 1902. augusztus 8. – 1998. május 21.) spanyol labdarúgó, labdarúgóedző, író és nemzetközi labdarúgó-játékvezető, sportvezető, újságíró, író.

## Pályafutása

### Labdarúgóként
Fiatalon ismerkedett meg a labdarúgással, gimnazistaként játszott Real Sociedad klubcsapatnál. 1923-ban betegsége következtében nem tudott aktívan tovább játszani, ezért a játékvezetés irányába fordult.

### Nemzeti játékvezetés
Játékvezetésből 1924-ben Madridban vizsgázott. A madridi labdarúgó-szövetség (FFM) által üzemeltetett labdarúgó bajnokságokban kezdte sportszolgálatát. A RFEF a Játékvezetők Országos Egyesületének javaslatára, az 1928/1929-es szezontól megalakult Primera División bírója. Küldési gyakorlat szerint rendszeres partbírói szolgálatot is végzett. A nemzeti játékvezetéstől az 1947/1948-as szezonban visszavonult. Primera División mérkőzéseinek száma: 163.
| Időpont           | Helyszín                   | Mérkőzés típusa                   | Mérkőzés                  | Eredmény |
| ----------------- | -------------------------- | --------------------------------- | ------------------------- | -------- |
| 1929. február 10. | Power8 Stadium, Barcelona  | első Primera División mérkőzése   | Espanyol–Real Unión       | 3 – 2    |
| 1948. január 4.   | Estadio Mestalla, Valencia | utolsó Primera División mérkőzése | Valencia CF–Real Sociedad | 2 – 1    |

### Nemzetközi játékvezetés
A Spanyol labdarúgó-szövetség a Játékvezetők Országos Egyesületének javaslatára terjesztette fel nemzetközi játékvezetőnek, a Nemzetközi Labdarúgó-szövetség (FIFA) 1928-tól tartotta nyilván bírói keretében. A FIFA JB központi nyelvei közül a spanyolt beszélte. Több nemzetek közötti válogatott és klubmérkőzést vezetett, vagy működő társának partbíróként segített. A nemzetközi játékvezetéstől 1948-ban búcsúzott. Válogatott mérkőzéseinek száma: 11.
| Időpont         | Helyszín               | Mérkőzés típusa | Mérkőzés           | Eredmény | Nézők száma |
| --------------- | ---------------------- | --------------- | ------------------ | -------- | ----------- |
| 1948. május 16. | Városi Stadion, Torino | búcsú mérkőzése | Olaszország–Anglia | 0 – 4    | 58 000      |

#### Labdarúgó-világbajnokság
Az 1934-es labdarúgó-világbajnokságon a FIFA JB kizárólag partbíróként alkalmazta. A meghívott (nemzeti JB által biztosított) partbírók még nem tartoztak a FIFA JB keretébe. Ha nem vezetett mérkőzést, akkor működő társának partbíróként segített. A kor elvárása szerint az egyes számú partbíró játékvezetői sérülésnél átvette a mérkőzés vezetését. Két mérkőzésen egyes, kettő találkozón 2. pozícióba kapott küldést. Partbírói mérkőzéseinek száma világbajnokságon: 4.
| Időpont         | Helyszín                          | Mérkőzés típusa                    | Mérkőzés                                                | Játékvezető        | Eredmény | Nézők száma |
| --------------- | --------------------------------- | ---------------------------------- | ------------------------------------------------------- | ------------------ | -------- | ----------- |
| 1934. május 27. | Nazionale PNF Stadion, Róma       | egyik nyolcaddöntő – nyitómérkőzés | Olasz labdarúgó-válogatott–Egyesült Államok             | René Mercet        | 7 – 1    | 30 000      |
| 1934. május 31. | Littoriale Stadion, Bologna       | egyik negyeddöntő                  | Ausztria–Magyarország                                   | Francesco Mattea   | 2 – 1    | 25 000      |
| 1934. június 3. | PNF Stadion, Róma                 | egyik elődöntő                     | Csehszlovákia–Németország                               | Rinaldo Barlassina | 3 – 1    | 10 000      |
| 1934. június 7. | Giorgio Ascarelli Stadion, Nápoly | bronzmérkőzés                      | Német labdarúgó-válogatott–Osztrák labdarúgó-válogatott | Albino Carraro     | 3 – 2    | 7 000       |

#### Olimpiai játékok
Az 1928. évi nyári olimpiai játékokon a FIFA JB bírói szolgálatra alkalmazta. Ha nem vezetett mérkőzést, akkor működő társának partbíróként segített. A kor elvárása szerint az egyes számú partbíró játékvezetői sérülésnél átvette a mérkőzés vezetését. Partbírói ként nem foglalkoztatták. Olimpián vezetett mérkőzéseinek száma: 1.
| Időpont         | Helyszín                     | Mérkőzés típusa | Mérkőzés                                                       | Eredmény | Nézők száma |
| --------------- | ---------------------------- | --------------- | -------------------------------------------------------------- | -------- | ----------- |
| 1928. június 6. | Olimpiai Stadion, Amszterdam | egyik elődöntő  | Argentína az olimpiai játékokon–Egyiptom az olimpiai játékokon | 6 – 0    | 7 887       |

#### A magyar labdarúgó-válogatott mérkőzései (1902–1929)
| Időpont          | Helyszín                    | Mérkőzés típusa          | Mérkőzés                                               | Eredmény | Nézők száma |
| ---------------- | --------------------------- | ------------------------ | ------------------------------------------------------ | -------- | ----------- |
| 1941. április 6. | Müngersdorfer Stadion, Köln | 232. válogatott mérkőzés | Német labdarúgó-válogatott–Magyar labdarúgó-válogatott | 7 – 0    | 65 000      |

## Sportvezetőként
- 1940-től 27 éven keresztül a FIFA JB Fegyelmi albizottság tagja,
- 1952–1961 között a spanyol Colegio Nacional de Arbitros elnöke,
- 1952–1953, majd 1961–1962 között a Spanyol labdarúgó-válogatott szövetségi kapitánya, edzője. Nemzeti edzőként 12 mérkőzésből 7 győzelem, 3 döntetlen és 2 vereség az eredménye,

## Írásai
- Az újságírást 1920-ban kezdte, de fontosabbnak tartotta a labdarúgó játékot, a játékvezetést, az edzői tevékenységet. 1961-ben lett főállású újságíró, különböző lapoknál dolgozott: Heraldo de Madrid, El Alcázar, Pueblo, La Prensa és a Marca.
- Könyveket írt, esszéket, és több ezer újságcikk került ki kezei közül. A labdarúgásról kettő könyvet írt, az egyik a A futballtársaság szabályozása címet kapta.

## Sikerei, díjai
- 1965-ben a nemzetközi játékvezetés hírnevének erősítése, hazájában 10 éve a legmagasabb Ligában (osztályban) folyamatosan tevékenykedő, eredményes pályafutása elismeréseként, a FIFA JB felterjesztésére az 1965-ben alapított International Referee Special Award címmel és oklevéllel tüntette ki.
- Spanyolországban, sportszakmai tevékenységének elismeréseként Guadalajarában a  Guadalajara stadion névadója.

## Külső hivatkozások
- Pedro Escartín. World Referee. (Hozzáférés: 2016. január 16.)[halott link]
- Pedro Escartín. footballdatabase.eu. (Hozzáférés: 2016. január 16.)
- Pedro Escartín. eu-football.info. (Hozzáférés: 2016. január 16.)
- Pedro Escartín. weltfussball.de. (Hozzáférés: 2016. január 16.)[halott link]
- Pedro Escartín. bdfutbol.com. (Hozzáférés: 2016. január 16.)